# Meimad

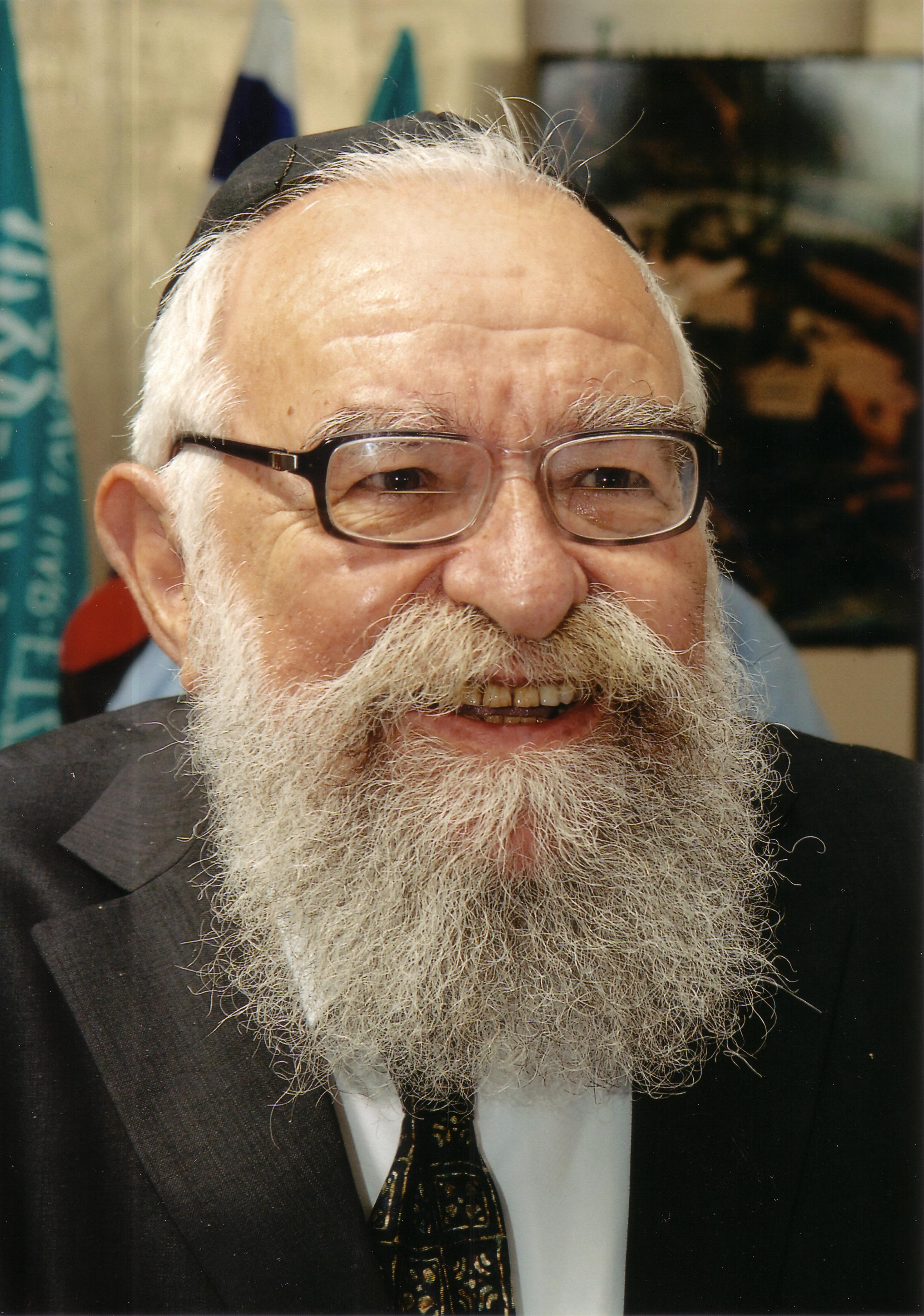
Jehuda Amital

Meimad (מפלגת מימד, w języku hebrajskim akronim oznaczający Żydowskie Państwo, Demokratyczne Państwo) – lewicowa, religijno-syjonistyczna partia polityczna w Izraelu. Powstała w 1999 roku, bazując na ideologii ruchu Meimad założonego w 1988 roku przez rabbiego Jehudę Amitala. Ugrupowanie to wchodzi bardzo często w sojusze z Partią Pracy, m.in. razem z nią tworzyła blok Jeden Izrael w wyborach w 1999 roku, a jej członkowie (m.in. rabin Micha’el Melchior) startowali z listy Partii Pracy w wyborach 2006 roku.